# Moss Dub
Der Moss Dub ist ein See im Lake District, Cumbria, England. Er liegt südlich des River Liza im Ennderdale Forest. Der Moss Dub hat einen unbenannten Zufluss aus Süden und sein ebenfalls unbenannter Abfluss im Westen mündet in den River Liza.